# Magdolna Miklós
Magdolna „Magda” Miklós-Ilyés (ortografiat și Magdalena Miklós-Ilyés, uneori Magda Micloș Ilieș sau Magdalena Mikloș, n. 4 iulie 1948, Odorheiu Secuiesc) este o fostă handbalistă română de etnie maghiară, care a jucat pentru echipa națională a României pe postul de intermediar stânga.

## Biografie
Magdolna Miklós și-a început activitatea sportivă la Clubul Sportiv Voința Odorhei, mai întâi la secția de atletism, unde s-a antrenat pentru probele de 200 și 400 de metri. Începând din 1963, ea s-a transferat la secția de handbal, unde și-a petrecut perioada de juniorat sub îndrumarea antrenorului Tamás Ignác.
Miklós a făcut parte din echipa României care a cucerit medalia de aur în Olanda, la Campionatul Mondial pentru Tineret din 1967. Deoarece la acest turneu nu au participat decât echipe din Europa, Federația Internațională de Handbal a decis să îl considere doar o ediție experimentală, nu una oficială.
Magdolna Miklós a fost componentă a selecționatei României care s-a clasat pe locul patru la Campionatul Mondial de Handbal Feminin din 1971, care s-a desfășurat în Olanda, precum și a echipei naționale care a câștigat medalia de argint la Campionatul Mondial de Handbal Feminin din 1973, desfășurat în Iugoslavia. De asemenea, a făcut parte și din selecționata României care s-a clasat pe locul patru la Campionatul Mondial de Handbal Feminin din 1975, desfășurat în URSS.
În urma unei ședințe de analiză cu toți antrenorii echipelor de handbal feminin, desfășurată în 1975, după Campionatul Mondial, s-a stabilit prin vot deschis clasamentul pe posturi din lotul lărgit al selecționatei României. Clasamentul intermediarilor stânga a fost următorul: Magdolna Miklós (47 de voturi), Irene Oancea (24 de voturi), Victoria Amarandei (19 voturi), Georgeta Lăcustă (14 voturi), Maria Serediuc (5 voturi). În 1976, cele 22 de jucătoare alese prin vot au fost urmărite în meciuri de pregătire și din campionatul intern, iar lotul a fost restrâns apoi la 16 jucătoare cu care s-a atacat etapa finală de omogenizare și pregătire.
Astfel, în final, Magdolna Miklós a fost selectată să facă parte din naționala de 14 handbaliste a României care a obținut locul patru la Jocurile Olimpice de vară din 1976, desfășurate la Montreal. Ea a jucat în toate cele cinci meciuri și a înscris 14 goluri.
Magdolna Miklós a fost chemată pentru prima dată în 1966 la echipa națională a României, pentru care a evoluat în total în 198 de partide, în care a înscris 396 goluri.
La nivel de club, Miklós și-a petrecut întreaga carieră la Voința Odorhei, deși a avut oferte de la echipe din București și Timișoara. În 1975 a câștigat cu Voința medalia de bronz în campionatul intern, denumit la acea vreme Divizia A.

## Viața personală
În 1979 Magdolna Miklós s-a retras din activitate, a absolvit Facultatea de Educație Fizică și a lucrat ca profesor de sport și antrenor până la vârsta de pensionare. Este căsătorită cu Ferenc Ilyés și are doi copii, handbaliști internaționali și ei. Ambii sunt stabiliți în Ungaria. Fata, Annamária Ilyés, acum retrasă din activitate, a jucat pentru echipele naționale ale României și Ungariei. Băiatul, Ferenc Ilyés, care poartă numele tatălui, este component al echipei masculine a Ungariei.
Fosta handbalistă locuiește în continuare la Odorheiu Secuiesc, merge la meciurile echipei de băieți din localitate și antrenează o echipă de senioare alcătuită din handbaliste cu vârste cuprinse între 45 și 67 de ani.

## Palmares
Club
- Divizia A:
  -  Medalie de bronz: 1975

Echipa națională
- Campionatul Mondial:
  -  Medalie de argint: 1973

- Campionatul Mondial pentru Tineret:
  -  Medalie de aur: 1967

- Trofeul Carpați:
  -  Câștigătoare: 1973, 1974, 1975

## Distincții
În 1970, Magdolnei Miklós i s-a conferit titlul de „Maestru al Sportului”, iar în 1998 titlul de „Maestru Emerit al Sportului” pentru medalia de argint obținută la Campionatul Mondial din 1973.
În octombrie 2010, cu ocazia competiției „Trofeul Carpați”, Federația Română de Handbal a programat o ceremonie dedicată fostelor componente ale echipei naționale care au atins minimum o sută de selecții. Cu această ocazie Magdolnei Miklós i s-au înmânat o plachetă și o diplomă de excelență care îi conferă titlul de membru de onoare al FRH.
În anul 2003, primarul din Odorhei, Jenő Szász, i-a înmânat lui Miklós un premiu pentru întreaga sa carieră sportivă.

### Decorații
- Medalia „Meritul Sportiv” clasa I (18 august 1976) „pentru rezultatele deosebite obținute la Jocurile olimpice de vară de la Montreal – 1976, precum și pentru contribuția adusă la dezvoltarea activității sportive și la creșterea prestigiului sportului românesc pe plan internațional”[13][14]